# Літературні жанри
Літерату́рний жанр (фр. genre — рід) — один із головних елементів систематизації літературного матеріалу, літературного твору, класифікує літературні твори за їх типами творів.

## Класифікація літературних жанрів
- Категорією вищого порядку при тричленному поділі літератури є літературний рід (загальне) — епос, лірика, драма;
- категорією середнього порядку — літературний вид (особливе) — роман, повість, новела в епосі;
- категорією нижчого порядку (окреме) — різновид (жанр).

Наука, що вивчає літературні жанри називається генологією.
Першим підкреслив культурно-історичний характер літературного жанру французький учений Фердинанд Брюнет (1849—1906) у книзі «Еволюція жанрів в історії літератури» (1890). Визначається літературний жанр по різних ознаках: з погляду способів дійсності (Аристотель), типів змісту (Йоганн-Фрідріх Шиллер), категорій гносеології (об'єктивне — суб'єктивне в Георга Гегеля), формальних ознак (Олександр Веселовський), психології (Е. Штайгер). Ряд літературознавців ототожнює поняття літературний вид і жанр, вживаючи ці слова як синоніми.
З часів Арістотеля, що дав у своїй «Поетиці» першу систематизацію літературних жанрів, зміцнилося уявлення про те, що літературні жанри є закономірною, раз назавжди закріпленою системою, і завданням автора є лише добитися якнайповнішої відповідності свого твору сутнісним властивостям вибраного жанру. Таке розуміння жанру — як даної авторові готової структури — привело до появи цілого ряду нормативних поетик, що містять вказівки для авторів щодо того, як саме повинні бути написані ода або трагедія; вершиною такого типу творів є трактат Буало «Поетичне мистецтво» (1674). В той же час зміни (і дуже істотні) тривалий час або не помічалися теоретиками, або розглядалися ними як псування, відхилення від необхідних зразків. І лише під кінець XVIII століття розкладання традиційної жанрової системи, зв'язане, відповідно до загальних принципів літературної еволюції, як з внутрішньолітературними процесами, так і з дією абсолютно нових соціальних і культурних обставин, зайшло настільки далеко, що нормативні поетики вже ніяк не могли описати і приборкати літературну реальність.
У процесі історичного розвитку майже кожен жанровий вид варіював у різновиди, або жанри.

Так, жанровими різновидами роману сьогодні є роман:
- біографічний,
- автобіографічний,
- детективний,
- духовний,
- історичний,
- готичний,
- бульварний,
- крутійський,
- пригодницький,
- психологічний,
- науково-фантастичний,
- соціально-побутовий,
- тенденційний,
- роман-епопея,
- роман-щоденник,
- роман-притча
- та ін.

Класифікацію підвидів проводять то за змістовою ознакою (історичний роман, духовний роман, роман жахів), то за композиційною чи версифікаційною особливістю твору (сонет, рондо), то за сукупністю ознак і особливостей (мадригал, хоку).
Типологія жанрів була чітко визначена в класицизмі. Романтизм порушив класицистичну «чистоту» жанрів. У XIX ст. стало поширеним поєднання літературних родів у жанрі. Коли ж у жанровім виді виступають елементи двох чи трьох родів, говоримо про змішаний жанр (поема, балада — змішані ліро-епічні жанри). Іноді виділяють пограничні літературні жанри, котрі містять у собі літературні елементи з науковим стилем викладу (літературу й публіцистику поєднують художній нарис, есе, фейлетон, репортаж). Літературні жанри і жанрові системи — категорії історично змінні. У цих умовах одні традиційні жанри стали стрімко відмирати або маргіналізуватися, інші, навпаки, переміщатися з літературної периферії в самий центр літературного процесу. Зліт балади на рубежі XVIII—XIX ст., зв'язаний в Росії з ім'ям Василя Жуковського, виявився досить короткочасним, то гегемонія роману — жанру, який нормативні поетики століттями не бажали помічати як щось низьке і неістотне, — затягнулася в європейських літературах щонайменше на сторіччя. Популярна в епоху класицизму, ода в літературі XIX-ХХ ст. майже зовсім зникає. Просвітництво висунуло на перше місце міщанську драму, сатиричний жанр, які пізніше були витіснені романтичними жанрами — елегією, баладою, ліро-епічною поемою та ін. Особливо активно стали розвиватися твори гібридної або невизначеної жанрової природи: п'єси, про які складно сказати, комедія це або трагедія, вірші, яким неможливо дати ніякого жанрового визначення, крім того, що це ліричний вірш. Падіння чітких жанрових ідентифікацій виявилося і в умисних авторських жестах, націлених на руйнування жанрових очікувань: від роману Лоренса Стерна, що обривається на півслові, «Життя і думки Трістрама Шенді, джентльмена» до «Мертвих душ» Миколи Гоголя, де парадоксальний для прозаїчного тексту підзаголовок «поема» навряд чи може цілком підготувати читача до того, що з достатньо звичної колії крутійського роману його раз у раз вибиватимуть ліричними (а деколи — і епічними) відступами.
У XX столітті на літературні жанри зробило особливо сильний вплив відособлення масової літератури від літератури, орієнтованої на художній пошук. Масова література наново відчула гостру потребу в чітких жанрових приписаннях, що значно підвищують для читача передбаченість тексту, дозволяють легко в ньому зорієнтуватися. Зрозуміло, колишні жанри для масової літератури не годилися, і вона досить швидко сформувала нову систему, в основу якої ліг вельми пластичний і такий, що накопичив немало різноманітного досвіду жанр роману. В кінці XIX, першій третині XX-го остаточно оформляються детектив і поліцейський роман, фантастика і дамський («рожевий») роман.
Не дивно, що актуальна література, націлена на художній пошук, прагнула якнайдалі відхилитися від масової і тому йшла від жанрової визначеності якнайдалі. Але оскільки крайнощі сходяться, остільки прагнення бути далі від жанрової визначеності часом приводило до нового жанротворення: так, французький антироман настільки не хотів бути романом, що у основних творів цієї літературної течії, представленої такими самобутніми авторами, як Мішель Бютор і Наталі Саррот, виразно спостерігаються ознаки нового жанру. Таким чином, сучасні літературні жанри (і таке припущення ми зустрічаємо вже в роздумах Михайла Бахтіна) не є елементами якої-небудь визначеної системи: навпаки, вони виникають як точки концентрації напруженості в тому або іншому місці літературного простору, відповідно до художніх завдань, які висуваються певним колом авторів.

## Порівняльна таблиця літературних жанрів (за типом поетичної структури)
З погляду на тип поетичної структури літературного твору (спосіб творення уявного світу, позиція літературного суб'єкта, наявність чи відсутність сюжету, рецепція) найчастіше виділяють такі жанрові види
| лірика                                                                         | драма                                                        | епос |
| ------------------------------------------------------------------------------ | ------------------------------------------------------------ | --- |
| - ліричний вірш, - пісня, - елегія, - епіграма, - епітафія, - елогій - та інші | - трагедія, - комедія, - драма, - водевіль, - фарс - та інші | - епопея, - казка, - байка, - легенда, - оповідання, - повість, - роман, - новела, - новелета, - художні мемуари - та інші |